# Мост Джеймса Джойса
Мост Джеймса Джойса — автомобильный арочный мост через реку Лиффи в Дублине. Назван в честь ирландского писателя и поэта Джеймса Джойса. Мост спроектирован испанским архитектором Сантьяго Калатравой. Это один из двух дублинских мостов этого архитектора. Другой мост — Сэмюэла Беккета — расположен ниже по течению Лиффи.
Длина моста — 41 м, максимальная ширина — 33 м. По мосту проходит четырёхполосная автомобильная дорога, две пешеходные дорожки с обособленными зонами для скамеек. В одном из рассказов Джеймса Джойса, «Мёртвые», действие происходит в доме, который сейчас находится напротив моста. Ночью мост эффектно подсвечивается.
Мост был открыт 16 июня 2003 года, в так называемый День Блума.